# Microdialisi
La microdialisi consiste nel posizionare un piccolo catetere dotato di membrana semipermeabile nel parenchima dei tessuti e campionare metaboliti (e/o altre molecole) dallo spazio extracellulare per evidenziare cambiamenti nel metabolismo tissutale. 
La microdialisi viene utilizzata nella pratica clinica fin dal 1990 ed negli ultimi anni è ora entrata nella pratica clinica. 
La microdialisi è usata frequentemente in associazione alla PO2 per verificare la presenza di ischemia tissutale o di altre alterazioni del metabolismo locale. 
Ampia letteratura scientifica spiega l'importanza di questo monitoraggio, ad esempio:
1. il glucosio extracellulare è ridotto dopo un trauma, o nelle rivascolarizzazioni chirurgiche.
2. Il rapporto lattato/piruvato è un eccezionale discriminante tra alterazioni del metabolismo tissutale e stati di ischemia. Un aumento del rapporto lattato/piruvato o del rapporto lattato/glucosio indica la presenza di ischemia tissutale.
3. La microdialisi è variabile in funzione del tessuto in cui viene effettuata. Il tessuto danneggiato ha livelli di metaboliti diversi se comparato con tessuto adiacente normale.

La microdialisi ha reso possibile uno studio accurato del metabolismo tissutale al letto del paziente. In tal modo la “salute” ed il funzionamento -a livello cellulare- sono diventati esplorabili, e gli effetti della malattia e delle terapie sono oggi verificabili in termini chimici. 
La possibilità di esplorare in maniera estremamente ‘localizzata’ i metaboliti di allarme, elimina l'effetto ‘diluizione’ dovuto a prelievi periferici, consentendo decisioni terapeutiche con largo anticipo rispetto ai metodi tradizionali.
La metodica del campionamento in microdialisi avviene con l'uso di numerosi ‘dedicati’ cateteri.
In sintesi questa metodica rivoluzionaria consente un precoce riconoscimento del danno tissutale e consente al medico un intervento prima che il danno diventi irreversibile.
Ampiamente utilizzato nella ricerca farmaceutica oggi l'utilizzo in reparto aggiunge un potente strumento che oltre a proteggere il paziente consente forti economie con la riduzione delle complicanze e dei giorni di degenza.